# Wer ist Oda Jaune?
Wer ist Oda Jaune? ist ein Dokumentarfilm über die in Paris lebende deutsch-bulgarische Malerin – und der erste abendfüllende Film der deutschen Regisseurin Kamilla Pfeffer.
Uraufgeführt wurde der 75-minütige Film am 14. Februar 2016 im Rahmen der 66. Internationalen Filmfestspiele Berlin in der Sektion Perspektive Deutsches Kino. Vier Monate später, im Juni 2016, startete der Film im Verleih von Real Fiction Filmverleih in ausgewählten deutschen Kinos. Im Dezember desselben Jahres wurde er schließlich für den Deutschen Filmpreis 2017 vorausgewählt.

## Zusammenfassung
Fasziniert und bisweilen irritiert von der Malerei Oda Jaunes – „sie malt verwachsene, verstümmelte Menschen, Nackte ohne Geschlecht, Köpfe ohne Gesicht, verstörende Bilder, und sie malt Menschen im Glück, Menschen im Paradies, Menschen, die fliegen können, zarte Bilder“ – unternimmt die Regisseurin den Versuch einer filmischen Annäherung.
Gemeinsam mit Kamerafrau Magdalena Hutter trifft sie die Künstlerin in ihrem Pariser Atelier, beobachtet sie beim Malen figurativer Motive. Doch sehr bald schon wird deutlich, dass das Filmteam den kreativen Prozess stört, ein Arbeiten vor der Kamera für Oda Jaune kaum möglich ist.
Es gilt also Umwege und Auswege zu finden, um der Persönlichkeit der Malerin und ihrem Schaffen näher zu kommen: „Ein ungewöhnliches Frage-Antwort-Spiel – angelehnt an den berühmten Proust-Fragebogen – gehört ebenso dazu, wie Besuche bei Menschen, die sich mit Oda Jaunes Bildern auseinandersetzen. Darunter: Schauspieler Lars Eidinger, Regisseur Thomas Ostermeier und Maler-Kollege Jonathan Meese.“
Was der Film schließlich zutage fördert, ist im Katalog der Berlinale 2016 wie folgt beschrieben: „Zeugnisse einer komplizierten gegenseitigen Annäherung. Während der gemeinsamen Arbeit wiederholt Skrupel, Rückzug, Verweigerung der Protagonistin. Und umsichtige Manöver seitens der Filmemacherin, um etwas vom fragilen Akt des Malens der Oda Jaune sichtbar zu machen, ohne ihn darüber zu beschädigen oder nur wohlfeil zu illustrieren.“

## Kritiken
„Man wünscht sich mehr behutsame Künstlerfilme wie diesen.“

„… es soll zwei Jahre gedauert haben, bis die Malerin, deren Bilder zwischen Francis Bacon und Neo Rauch oszillieren, zu diesem Film bereit war. Die Anstrengungen aber der Regisseurin […] waren es wert: Selten entsteht in Künstler-Porträts eine derart intime Atmosphäre.“

„Die Faszination des Films liegt im krassen Gegensatz zwischen der drastischen Körperlichkeit der Werke und dem ätherischen Wesen der Malerin.“

„Ein Film, der so leise, aber beeindruckend daher kommt wie die Portraitierte selbst. Aber der, wie die Protagonistin, beim Zuschauer laut nachhallt. Was kann man von Kunst, von einem Film mehr erwarten.“

„Auch Auskünfte befreundeter Künstler und Kollegen können die titelgebende Frage nicht erschöpfend klären, sodass das schelmische Lächeln einer Malerin bleibt, deren Werke um die Allgegenwart des Todes und der Vergänglichkeit kreisen.“